# Mira Zimińska
Mira Zimińska (22 de febrero de 1901 – 26 de enero de 1997) fue una actriz teatral y cinematográfica polaca.

## Biografía
Nació en Płock, Polonia. Tomó el apellido "Zimińska" a partir de su primer matrimonio con Jan Zimiński, y "Sygietyńska" tras casarse con el compositor Tadeusz Sygietyński. 
En el período de entreguerras ella bailó en cabarets y teatros polacos como el Qui Pro Quo. Además, fue actriz cinematográfica, participando en diez producciones en esa misma época.
El 6 de noviembre de 1950, ella y Tadeusz Sygietyński fundaron el grupo folclórico Mazowsze, que ella dirigió durante un largo tiempo, dedicado a los bailes y músicas tradicionales polacos, vistiendo a sus artistas con los trajes tradicionales de Polonia.
Entre otras actividades artísticas, en 1951 ella fue la diseñadora de vestuario del film Mazowsze, dirigido por Tadeusz Makarczyński.
Mira Zimińska falleció en Varsovia, Polonia, en 1997, siendo enterrada junto a su marido en el Cementerio Militar Powązki, en Varsovia.

## Filmografía
- 1922 – Wszystko się kręci
- 1924 – O czym się nie mówi
- 1925 – Iwonka
- 1926 – O czym się nie myśli
- 1930 – Na Sybir
- 1930 – Paramount on Parade (versión polaca)
- 1933 – Każdemu wolno kochać
- 1935 – Manewry miłosne
- 1936 – Papa się żeni
- 1936 – Ada! To nie wypada!